# Casa Bonaventura Sanç
La casa Bonaventura Sanç era una finca situada al carrer del Cardenal Casañas i la Rambla de Barcelona, actualment desapareguda.

## Història

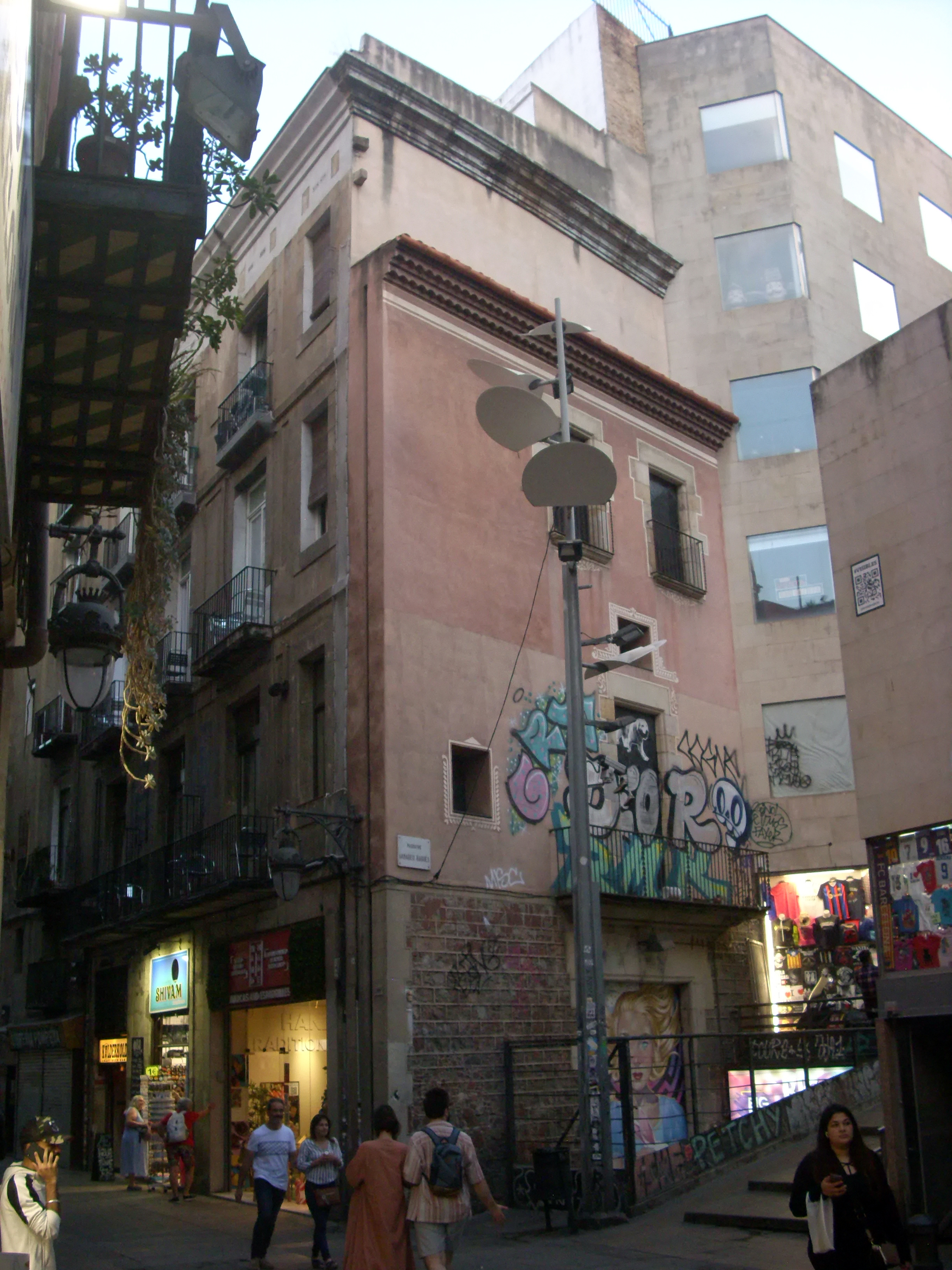
Restes de la façana de la casa reconstruïts com a decorat del passatge d'Amadeu Bagués

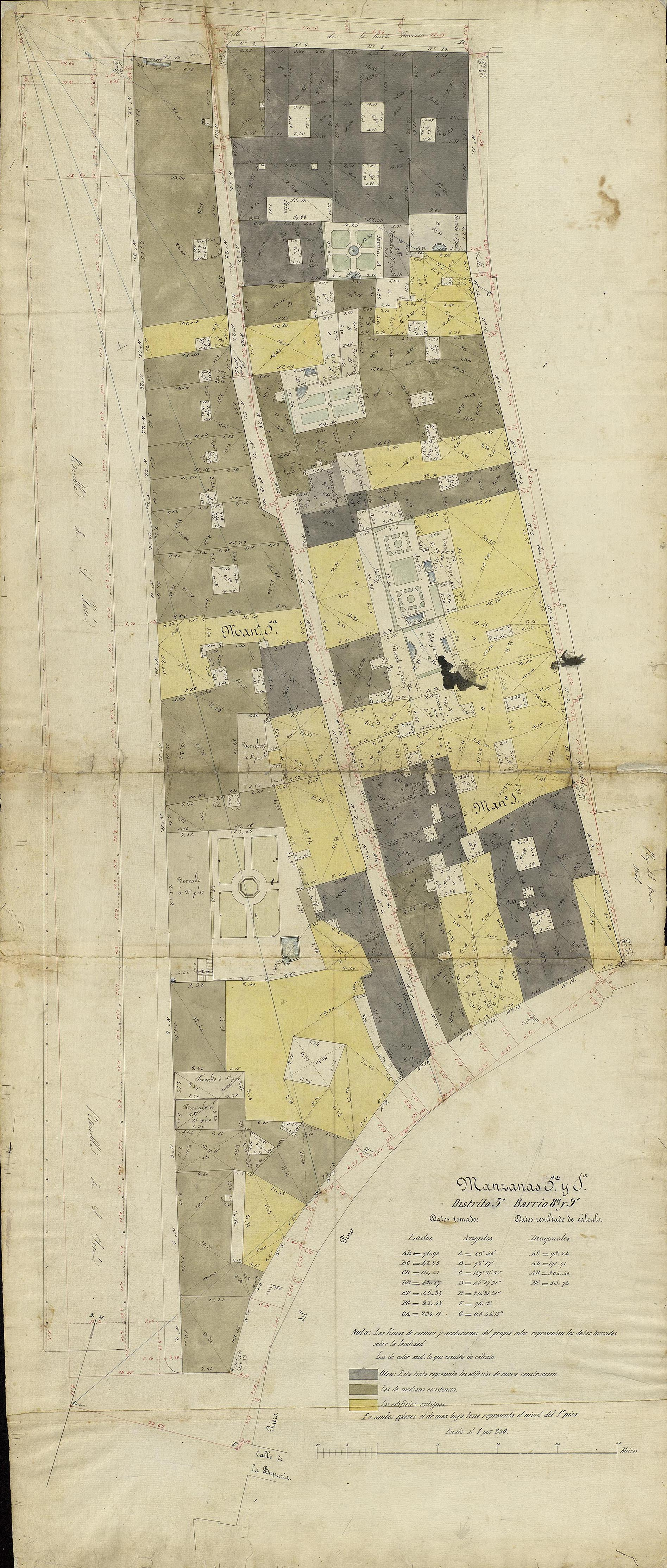
Quarteró núm. 63 de Garriga i Roca (c. 1860)

El 1779, Bonaventura Sanç i de Barutell (Arenys de Munt, 1748-Barcelona, 1806) va adquirir a Maria Francesca González, vídua de Miguel de Ripa, comptador principal de l'Exèrcit i Principat de Catalunya, una casa amb jardí al carrer de la Riera del Pi (actualment Cardenal Casañas) per 27.500 lliures, en una subhasta pública feta pel Tribunal de l'Auditoria de Guerra. El 1790, i després d'haver-ho sol·licitat, va adquirir en emfiteusi a l'Intendent General del Principat una parcel·la procedent de l'enderrocament de la muralla de la Rambla.
El 1794, va demanar permís per a reedificar-hi una botiga, i novament el 1801 per a construir dos pisos sobre les botigues i l'entresol de la Rambla, i novament el 1805 per a construir-hi un altre cos de tres pisos. Casat amb Maria Teresa de Gregorio i Paternó, néta de Leopoldo de Gregorio, marquès d'Esquilache, morí el 1806 d'una estranya malaltia i el seu patrimoni passà a mans del seu fill Bonaventura Sanç i de Gregorio, que fou tinent del regiment d'hússars espanyols i alcalde de Barcelona. La seva germana gran Maria Lluïsa es va casar amb Pere Nolasco de Sentmenat d'Agulló-Pinós-Fenollet i de Vega, setè marquès de Gironella, i la seva altra germana Francesca es va casar amb Joaquim de March i de Bassols.
El 1875 s'hi va instal·lar la fàbrica de miralls de Francesc Crexells i Valls amb el nom comercial d'El Espejo Catalán. El 1883 va ampliar les instal·lacions amb la botiga de la Rambla, que posteriorment quedà reservada per a la venda a l'engròs i detall dels miralls, marcs i motllures elaborats a la nova fàbrica del carrer de Tamarit, 121-125.
Bonaventura va morir solter el 1868, però va tenir un fill natural amb Juliana de Morán, l'advocat Josep Garcia i Morán, reconegut posteriorment com a Josep Sanç i Morán. Aquest es va casar dues vegades, primer amb una cosina, Joana Mercè de Gregorio, i més tard amb Maria Dolors de Venero i Sisteré, filla d'Antonio Venero de Valera, administrador de les rendes estancades del Principat, com ara salines, argent viu, pólvora, paper timbrat, plom, tabac i sofre. Va morir sense descendència el dia de Sant Martí del 1884 a Can Sala de Dalt (Arenys de Munt), i amb ell s'extinguí la nissaga. La seva vídua va gaudir de l'usdefruit de l'extens patrimoni dels Sanç, impedint heretar a tots els descendents de Maria Lluïsa. El 20 de juny del 1910, Dolors de Venero va sol·licitar el títol pontifici de comtessa de Llívia i va anar comprant als hereus legítims l'extens patrimoni que havia estat del seu marit.
El 1989, la finca va ser enderrocada per a la construcció del Palau Nou de la Rambla, un edifici comercial obra de MBM arquitectes (Mackay, Bohigas i Martorell) amb Carles Buxadé i Joan Margarit, que van ressituar una part de l'antiga façana a manera de decorat del nou passatge d'Amadeu Bagués. El nou edifici, propietat d'una promotora japonesa, es va acabar el 1993, i compta amb 800 places d'aparcament robotitzat en 9 plantes soterrades.

## Descripció
Edifici amb baixos, planta noble, entresol i un pis, coronat amb ràfec i teulada. Tots els balcons tenen emmarcament de pedra amb motllures i els del principal tenen també de pedra motllurada la llosana. Els esgrafiats, restaurats, no tenen massa interès i estan sobre les llindes, al voltant de les finestres i sota la petita llosana de pedra dels balcons alts.